# アクスム王国

アクスム王国
መንግሥተ አኵስም

アクスム王国の最盛期の版図

アクスム王国（アクスムおうこく）は、過去のエチオピア東北部、エリトリア地域に栄えた交易国である。

## 概要
紀元前5世紀頃から紀元後1世紀までに交易国になった。325年または328年にコプト派キリスト教が伝来した。7世紀に衰退し始め、内陸の高地へ追いやられてクシ系のアガウ (Agaw) 族の女族長グディット（Gudit;ジュディット〈Judith〉、ヨディット〈Yodit〉とも）によって950年頃滅ぼされたとされる。ただし、グディットはただ単に非キリスト教徒ないしユダヤ教徒であって、彼女の支配の後、アクスム王朝の流れを汲むアンベッサ・ウディム (Anbessa Wudim) が即位してからしばらくして、アガウ族が住む地域まで進出したところで、1137年にアクスム王国が滅亡したという説もある。面積は350年に約350万平方キロメートルと広大だった。

## 歴史

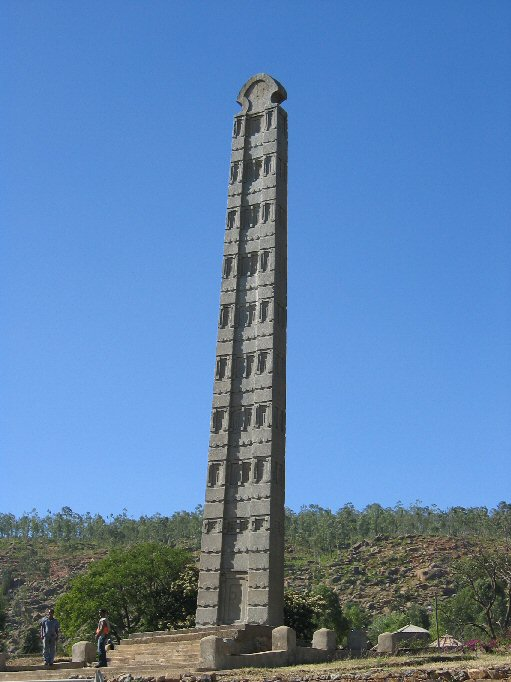
エザナ王の石柱。高さ23メートルに達する。

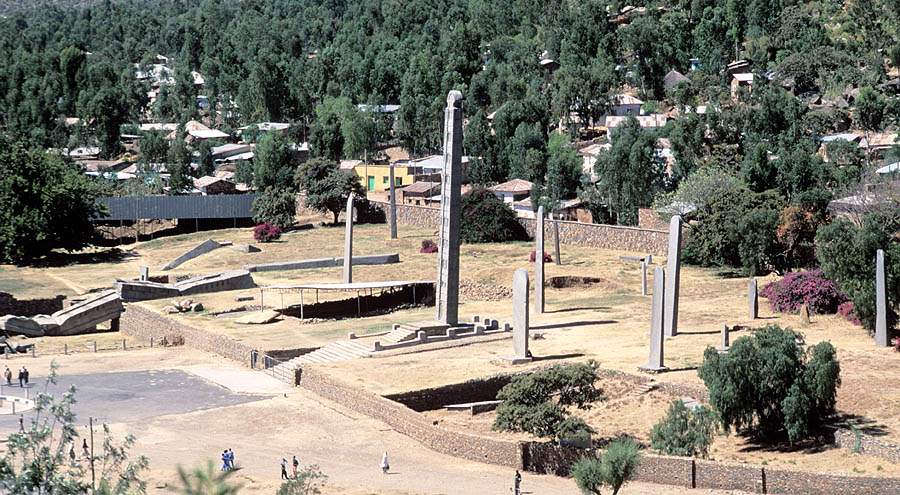
アクスム市の北側にある石柱のある公園。アクスム王国の墓地でもある。中央にエザナ王の石柱、左中央に倒れた「大石柱 (great stele)」が見える。

一般に、アクスムは現在のイエメンに当たる南アラビアから紅海を越えてきたセム語系のサバ（シェバ）人が中心になって建国されたと考えられている。一方、少なくとも紀元前1000年位にはセム語系民族が存在したこととサバ移民が数十年しかエチオピアに留まっていなかったことを示唆する証拠を示して 、アクスムはより古い土着のダモト（D'mtないしDa'amot）王国の跡を継いだ者達の国である、と主張する学者もいる。
王たちは、ソロモン王とシバの女王の子であるメネリク1世の血筋を引いているとして、自らの正当性を主張し、“negusa nagast”（「王の中の王」）と公称していた。
アクスム王国はインドとローマ（後に東ローマ帝国はアクスムに多大な影響を与えた）と主に交易した。象牙・鼈甲・金・エメラルドを輸出し、絹・香辛料・手工業製品を輸入した。2世紀にアクスムは紅海を越えてアラビア半島に属国となるよう迫り、また北エチオピアを征服した。350年にはクシュ王国（メロエ王国）を征服した。
アクスム王国は独自の硬貨を持ったアフリカで最初の国で、エンデュビス (Endubis) 王からアルマー (Armah) 王に至る治世の間（大体270年から670年まで）同時代のローマの通貨を模倣した金貨や銀貨や銅貨が鋳造されていた。硬貨が作られたことにより、取引は簡単になりそして同時に硬貨は便利なプロパガンダの道具、また王国の収入源であった。
アクスム王国は最盛期、現在のエリトリア、北部エチオピア、イエメン、北部ソマリア、ジブチ、北部スーダン、に広がっていた。首都はアクスムで現在の北部エチオピアにあった。他の主要都市にイェハ (Yeha)、ハウルティ (Hawulti)、そして現在エリトリアにある重要な港湾都市アドゥリス (Adulis) をはじめとしてマタラ (Matara) およびコハイト (Qohaito) がある。この時アクスムの住民は、エチオピアと南アラビアにいるセム系民族とハム系民族が混ざり合って構成されていた。
アクスムは7世紀にイスラム教が起こるまで、強大な国で強い交易力を持っていたが、段々と新興のイスラム帝国に圧迫されていった。アクスムはヒジュラで預言者ムハンマドと最初の信者達を匿ったため、イスラム帝国が紅海とナイル川の多くの支配権を得て、アクスムが経済的に孤立していってもアクスムとムスリムは友好関係を保ち、アクスムが侵攻されたり、イスラム化されたりすることはなかった。
11世紀もしくは12世紀にアクスムがあった土地にはザグウェ朝 (Zagwe) が興った。ザグウェの領土はアクスムの領土より限られていた。その後、最後のザグウェ王を殺した、イクノ・アムラク (Yekuno Amlak) が祖先の跡を継ぎ、最後のアクスム王ディル＝ニード（またはディナオード；Dil Na'od）の支配権を引き継いで、近代のエチオピア帝国にまで系譜がたどれるソロモン朝を開いた。

## 文化
3世紀のものと思われるアクスムの戦勝碑には、ゼウス、ポセイドーン、アレースなど、ギリシャの神の名が見られる。この事から、この時代の王は、ギリシャやローマなど、地中海世界の影響を強く受けていたと考えられている。西暦325年ごろエザナ王の下で、王国はそれまでの多神教の信仰に代わってキリスト教を受容した。エチオピア正教会の典礼では現在でもアクスム王国の言語であるゲエズ語が用いられている。アクスムはプレスター・ジョン伝説の候補地の一つとして挙げられていた。
アクスムは国際的に且つ文化的に重要な国だった。エジプト、スーダン、アラビア、中東、インドといった様々な文化が集う場所で、アクスムの都市にはユダヤ教徒やヌビア人・キリスト教徒・仏教徒さえいた。
王国初期の西暦300年ごろ、キリスト教が伝来する前に建てられたと考えているオベリスクが、現在まで残っている。